# Ostrožin
Ostrožin is een plaats in de gemeente Gvozd in de Kroatische provincie Sisak-Moslavina. De plaats telt 64 inwoners (2001).